# Window Holding
Window Holding je český výrobce oken a dveří pro obvodové pláště budov. Společnost vznikla v roce 2010 spojením tří výrobců otvorových výplní v ČR firem Vekra, Otherm a TWW.

## Výrobní závody
Společnost Window Holding a.s. vyrábí okna a dveře výhradně v České republice ve čtyřech specializovaných výrobních závodech. Plastová okna ve výrobním závodě Husinec, dřevěná okna ve Velkém Meziříčí, dřevohliníková okna v Zašové a hliníková okna v závodě Lázně Toušeň. Společnost zaměstnává ve svém výrobním a obchodním oddělení více než 800 zaměstnanců.  